# Nikołaj Rasskazow
Nikołaj Olegowicz Rasskazow (ros. Николай Олегович Рассказов; ur. 4 stycznia 1998 w Jefriemowie) – rosyjski piłkarz grający na pozycji prawego obrońcy. Jest wychowankiem klubu Spartak Moskwa.

## Kariera klubowa
Swoją karierę piłkarską Rasskazow rozpoczął w juniorach Spartaka Moskwa. W 2017 roku został zawodnikiem rezerw Spartaka. W nich w Pierwyj diwizion zadebiutował 23 marca 2017 w przegranym 1:2 domowym meczu z Bałtiką Kaliningrad. W 2018 roku awansował do pierwszej drużyny Spartaka. 11 sierpnia 2018 zaliczył debiut w Priemjer-Lidze w zwycięskim 1:0 domowym spotkaniu z Anży Machaczkała. 21 kwietnia 2019 w wygranym 2:0 domowym meczu z Jenisejem Krasnojarsk strzelił pierwszego gola w Priemjer-Lidze.
W październiku 2020 Rasskazow został wypożyczony ze Spartaka do Arsienału Tuła. Swój debiut w Arsienale zanotował 18 października 2020 w wygranym 1:0 domowym meczu z Urałem Jekaterynburg. W Arsienale grał do końca sezonu 2020/2021 i następnie wrócił do Spartaka.
| Sezon   | Klub             | Kraj  | Rozgrywki        | Mecze | Gole |
| ------- | ---------------- | ----- | ---------------- | ----- | ---- |
| 2016/17 | Spartak-2 Moskwa | Rosja | Pierwyj diwizion | 2     | 0    |
| 2017/18 | Spartak Moskwa   | Rosja | Priemjer-Liga    | 0     | 0    |
| 2017/18 | Spartak-2 Moskwa | Rosja | Pierwyj diwizion | 16    | 1    |
| 2018/19 | Spartak Moskwa   | Rosja | Priemjer-Liga    | 16    | 1    |
| 2018/19 | Spartak-2 Moskwa | Rosja | Pierwyj diwizion | 2     | 0    |
| 2019/20 | Spartak Moskwa   | Rosja | Priemjer-Liga    | 20    | 0    |
| 2020/21 | Spartak Moskwa   | Rosja | Priemjer-Liga    | 0     | 0    |
| 2020/21 | Spartak-2 Moskwa | Rosja | Pierwyj diwizion | 1     | 0    |
| 2020/21 | Arsienał Tuła    | Rosja | Priemjer-Liga    | 16    | 1    |

## Kariera reprezentacyjna
Rasskazow ma za sobą występy w reprezentacji Rosji U-16, U-17, U-18, U-19, i U-21.